# 岸之坊
岸之坊（きしのぼう）は、山梨県南巨摩郡身延町身延にある日蓮宗の寺院。久遠成院。身延山久遠寺の宿坊の一つ。

## 歴史
宝徳2年（1450年）久遠成院日親（なべかむり日親として知られる）を開山に創建された。明治6年（1873年）身延山内の了雲坊を合併した。明治42年（1909年）醍醐谷から西谷に移転し、昭和14年（1939年）祖廟整備事業により現在地に移転した。

## 旧末寺
日蓮宗は昭和16年に本末を解体したため、現在では、旧本山、旧末寺と呼びならわしている。
- 妙梅山報恩寺(山梨県南巨摩郡身延町相又)

## 参考資料
- 日蓮宗寺院大鑑編集委員会『宗祖第七百遠忌記念出版 日蓮宗寺院大鑑』大本山池上本門寺 (1981年)
- 『身延町誌』身延町（1970年）